# Sphaeriodesmus conformans
Sphaeriodesmus conformans är en mångfotingart som beskrevs av Chamberlin 1925. Sphaeriodesmus conformans ingår i släktet Sphaeriodesmus och familjen Sphaeriodesmidae. Inga underarter finns listade i Catalogue of Life.